# Patricia Ceysens
Patricia Jacqueline Hubert Maria Ceysens (Maaseik, 5 giugno 1965) è una politica belga fiamminga, membro dei Liberali e Democratici Fiamminghi Aperti.

## Biografia
Dopo studi in legge presso la Facoltà universitaria di Nostra Signora della Pace a Namur, Patricia Ceysens passa a diritti di licenza presso la Katholieke Universiteit Leuven. Ha conseguito l'abilitazione all'Università di Lovanio e si è anche laureata in marketing.
Ceysens è un avvocato a Lovanio dal 1988-1999, redattore e poi direttore della rivista fiamminga Giurista Vandaag 1989-1998 e assistente presso l'Istituto dell'Università Cattolica di Lovanio per gli individui e le famiglie 1989-1991.
È consigliere di Lovanio dal 1995, membro del consiglio della provincia di Brabante Fiammingo nel 1995, membro del Parlamento fiammingo 1995-2003 e di nuovo a partire dal 2004. Infine Patrica Ceysens è ministro fiammingo per l'Economia e la Politica estera dal 2003 al 2004, Economia, Commercio, Scienza, Innovazione e Commercio Estero dal 2007 al 2009. Rieletta nel 2009 come parlamentare fiammingo fino al 2014, il suo partito non partecipa al successivo governo Peeters II.
Dopo le dimissioni del presidente provvisorio Guy Verhofstadt, Alexander De Croo, con i compagni di corsa Patricia Ceysens e Vincent Van Quickenborne, è stato eletto come nuovo presidente dell'Open Vld il 12 dicembre 2009.
Nel settembre 2011 è diventata membro del comitato di protezione del think tank liberale fiammingo Libera!.
Nell'aprile 2015 ha interrotto prematuramente il suo mandato come consigliere municipale di Lovanio. A lei successe Luc Ponsaerts.